# Çetin
Çetin ist ein türkischer und kurdischer männlicher Vorname mit der Bedeutung Der Schwierige, Der Strenge. Der Name kommt auch als Familienname vor.

## Namensträger

### Vorname
- Çetin Alp (1947–2004), türkischer Sänger
- Çetin Altan (1927–2015), türkischer Schriftsteller und Publizist
- Çetin Güngör (Parteifunktionär) (1957–1985), türkischer PKK-Funktionär
- Çetin Güngör (Fußballspieler) (* 1990), türkischer Fußballspieler
- Çetin İnanç (* 1941), türkischer Filmregisseur, Drehbuchautor und Filmproduzent
- Çetin İpekkaya (1937–2016), türkisch-deutscher Theaterregisseur, Autor und Schauspieler
- Çetin Mandacı (* 1970), türkisch-griechischer Politiker in Westthrakien
- Çetin Mert (1970–1975), türkisches Opfer an der Berliner Mauer
- Çetin Özaçıkgöz (* 1943), türkischer Politiker und Rechtsanwalt
- Çetin Şengonca (* 1941), türkischstämmiger Entomologe
- Çetin Zeybek (1932–1990), türkischer Fußballspieler und -funktionär

### Familienname
- Anıl Çetin (* 1992), türkischer Fußballspieler
- Aydın Çetin (* 1980), deutsch-türkischer Fußballspieler
- Batuhan Çetin (* 1994), türkischer Fußballspieler
- Berk Çetin (* 2000), türkisch-deutscher Fußballspieler
- Civar Çetin (* 1992), türkischer Fußballspieler
- Doruk Çetin (* 1987), türkischer Filmregisseur, Drehbuchautor und Schauspieler
- Duran Çetin (* 1964), türkischer Schriftsteller
- Ender Çetin (* 1976), deutscher Imam
- Ertuğrul Çetin (* 2003), türkischer Fußballtorhüter
- Feride Çetin (* 1980), türkische Schauspielerin
- Fethiye Çetin (* 1950), türkisch-armenische Rechtsanwältin, Schriftstellerin und Menschenrechtsaktivistin
- Hikmet Çetin (* 1937), türkischer Politiker
- Mert Çetin (* 1997), türkischer Fußballspieler
- Oğuz Çetin (* 1963), türkischer Fußballspieler und -trainer
- Ömer Çetin (* 1990), türkischer Eishockeyspieler
- Özlem Cetin (* 19**), türkische Sängerin
- Recep Çetin (* 1965), türkischer Fußballspieler und -trainer
- Şahverdi Çetin (* 2000), deutsch-türkischer Fußballspieler
- Serkan Cetin (* 1973), türkisch-deutscher Bodybuilder
- Servet Çetin (* 1981), türkischer Fußballspieler
- Sinan Çetin (* 1953), türkischer Filmregisseur, Produzent und Schauspieler
- Süheyl Çetin (* 1995), türkischer Fußballspieler
- Tarık Çetin (* 1997), türkischer Fußballtorhüter
- Veli Çetin (* 1994), türkischer Fußballspieler
- Yusuf Çetin (* 1954), assyrischer Metropolit und Patriarchalvikar von Istanbul und Ankara

## Varianten
- Çetinkaya